# 40 Bootis
Désignations
40 Bootis est une étoile de la constellation du Bouvier, située à 166,5 années-lumière de la Terre.